# Плешаков Сергій Михайлович
Плешаков Сергій Михайлович (2 листопада 1957 — 29 травня 2018) — російський хокеїст на траві.
Бронзовий призер Олімпійських Ігор 1980 року, учасник 1988 року.